# Pavlovič
Pavlovič je rusko i bjelorusko prezime:
- Viktorija Pavlovič (1978.), bjeloruska stolnotenisačica
- Anton Pavlovič Čehov (1860. – 1904.), ruski književnik
- Gennadij Pavlovič Jakovljev (1938.), ruski botaničar
- Lavrentij Pavlovič Berija (1899. – 1953.),  sovjetski političar, šef policije i ratni zločinac
- Nikola I. Pavlovič (1796. – 1855.), ruski car
- Oleksandr Pavlovič Rodzjanko ( 1879. – 1970.), general i zapovjednik bjelogardejskog korpusa za vrijeme ruskog građanskog rata
- Aleksandar I. Pavlovič (1777. – 1825.), ruski car